# Carpias villalobosi
Carpias villalobosi là một loài chân đều trong họ Janiridae. Loài này được Carvacho miêu tả khoa học năm 1983.